# Pudasjärvi
För andra betydelser, se Pudasjärvi (olika betydelser).

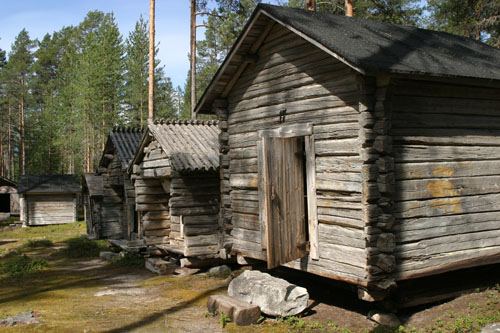
Pudasjärvis hembygdsmuseum

Pudasjärvi är en stad i landskapet Norra Österbotten i f.d. Uleåborgs län. Det finska ordet pudas betyder älv- eller flodarm, Pudasjärvi har fått sitt namn på grund av att Ijo älv grenar sig till ett deltalandskap där staden ligger. Pudasjärvi har cirka 7 702 invånare och har en yta på 5 867,25 km². Pudasjärvi är Finlands till ytan näst största stad. Cirka hälften av Pudasjärvis invånare bor i centralorten Kurenalus. Pudasjärvi är enspråkigt finskt.
Grannkommuner är Ijo, Uleåborg, Posio, Puolanka, Ranua, Suomussalmi, Taivalkoski och Utajärvi. Pudasjärvi fick stadsstatus 1 januari 2004. Här finns Iso-Syöte fjällområde med vintersportcenter.

## Historia

### Förhistoria
Innan samerna bosatte sig i området fanns det stenåldersbosättning som fångade fisk och jagade längs Ijo älv. Många ortnamn härstammar från samernas tid i området, så som Lapinvaara, Lapinniemi, Puhos, Naamanka, Kollaja, Jaalanka, Panuma, Jaurakka och Ijo. När tavasterna för ungefär tusen år sedan gjorde jaktresor i Ijo älvdal började samerna sakta flytta sin bebyggelse norrut. På 1200-talet, då Bottenhavets kuster fick en fast bosättning, blev området deras jakttmarker och Ijo älv en rutt för handels- och erövringsresor.

### Den svenska tiden
På 1570-talet befästes bosättningen i området då ett dussintal familjer från Savolax hade lockades dit för att bedriva svedjebruk. Det Nordiska tjugofemårskriget (1570-95) drev ännu mer bebyggelse till området från Ule älv. År 1633 fanns det 78 skattehemman i byarna Kollaja, Pudasjärvi, Livo, Sotkajärvi, Kure ja Tyrävaara. År 1702 hade antalet skattehemman ökat till 109 och befolkningen var 600-700 personer.
Vid den här tiden spreds befolkningen från Ijo älv längs med alla vattendrag i området och de nuvarande huvudbyarna bildades.
Biskop Isaac Rothovius grundade Pudasjärvi församling år 1639.  Församlingens första kyrkoherde Josef Palmannus drunknade år 1666 på vägen till kyrkan. Omkring 200 år senare, återfanns en relativt välbevarad, år 1642 tryckt bibel i ett fiskenät.
Pudasjärvi-borna drabbades av upprepad kyla och förföljelse. Under perioden 1696-1697 drabbades området av stor hungersnöd och på 1710-talet av stora ofreden. Dessförutom dog befolkningen av svält och epidemier. Då villkoren 1718 stabiliserats hade Pudasjärvis befolkning minskat och hus stod övergivna. År 1750, var befolkningen trots allt 958 .

### Den ryska stormaktstiden
1800 års missväxt drabbade området, så invånarna tvungna att förlita sig på halm och barkbröd. Under perioden 1866-1868 dog av svält och sjukdomar orsakade av hunger 962 personer i Pudasjärvi. Under de senaste 120 åren har befolkningen trots allt ökat sjufaldig. Gles befolkning skonade området från många epidemier och födelsetalen var höga. På grund av hungeråren och dess obehagliga konsekvenser i Pudasjärvi utsågs en distriktsläkare så tidigt som 1866, och ett apotek grundades år 1884. Sjukhus fick Pudasjärvi först år 1909.
Lestadianismen som fortfarande starkt präglar det religiösa livet på orten började få fotfäste efter mitten av 1800-talet. I den kommunala förordningen från 1865 separerades församlingen och den lokala administrationen och Pudasjärvi etablerades som kommun.
På grund av de långa avstånden och tack vare att befolkningen ökade i socknens nordöstra del bildades där Taivalkoski sidoförsamling 1843. Senare, år 1882 blev Taivalkoski en självständig församling och det innebar att socknens hemmanstal sjönk med cirka en fjärdedel. Senare separerades från Pudasjärvi även Ranua som en egen kommun år 1899 och byn Mäntyjärvi införlivades med Posio är 1926.
Den första folkskolan grundades i Pudasjärvi år 1872. För ändamålet specialbyggdes Lakari skola (1876), som fortfarande är i användning (grundligt renoverad). Den är enligt uppgift Finlands äldsta som skola uppförda byggnad norr om Uleåborg. Socknens omfattning och dess glesa befolkning gjorde ändå vandringsskola nödvändig. Den sista vandringsskolan upphörde att fungera 1952, vilket förmodligen är sist i Finland. Grundskola infördes 1972.
Fram till 1900-talets början fick Pudasjärvis befolkning sitt levebröd främst från jakt, fiske, renskötsel och jord- och skogsbruk. Socknen var en viktig producent av smör och tjära. Pudasjärvi producerade på 1700 och 1800-talet cirka 15 000 fat tjära som transporterades på flottar längs Ijo älv till Uleåborg. Det tidigaste industrin var sågverk och kvarnar. År 1784 inrättade länsmannen Bäck en såg vid mynningen Livonjoki. Uleåborgs borgare grundade på 1830-talet Hirvaskoski och Taivalkoski sågar. År 1839 grundades vid Hirvaskoski sågverk ett järnbruk, som fungerade fram till år 1877 trots dålig lönsamhet. Flera andra sågverk och kvarnanläggningar fungerade i olika byar. Dessutom producerades, främst för eget bruk, bland annat båtar, slädar, spinnrockar, såar och spånkorgar. Kvinnorna vävde tyger. Sommaren 1903 färdigställde Oulun Telefooniosakeyhtiön telefonlinjen till Pudasjärvi. Anslutningar vid den tiden var 18.

### Självständiga Finland
De flesta av Pudasjärvis invånare var motståndare till förryskningskampanjerna under förtrycksperioden i början av 1900-talet. I kommunen fanns baser för jägarrörelsen. I inbördeskriget höll sig invånarna i huvudsak på de vitas sida.
På 1920- och 30-talen frigjordes hundratals kronotorp. Efter bosättningslagen som trädde i kraft 1936 etablerades bland annat Pärjänsuo bostadsområde i Livo by. Efter att lagen om markköp trädde i kraft fortsatte utbyggnaden bl.a. med bosättningsområdena Asmunti, Kalliosuo, Tuhansuo, Ruuhensuo, Jaalanka och Malisensuo. Odlingsmark iordningställdes så att den odlingsbara ytan ökade från 2 092 hektar år 1920 till ca 10 000 ha. år 1969. Den huvudsakliga försörjningen fick befolkningen trots allt från skogsbruk, flottning och byggnadskonstruktion.
Krigsåren tog hårt på socknen. Totalt dog 417 män från Pudasjärvi i vinter- fortsättnings- och Lapplandskriget. De mörkaste händelserna under kriget ur Pudasjärvis synpunkt var striden i Kiesting i början av augusti 1941 och särskilt dess ”Dödskulle” där Pudasjärvi-bon, Mannerheimkorsets riddare Toivo Manninen förtjänade sin utmärkelse.  Lapplandskrigets militära operationer började den 28 september 1944 med en sammandrabbning mellan finska och tyska trupper i korsningen mellan Uleåborgsvägen och Hetekyläntie.
I slutet av 1940-talet började elektrifieringen. Fram till 1960-talet var befolkningen sysselsatt med att bygga vägar och broar. Samma årtionde började en stor utflyttning på grund av att det inte fanns arbetsmöjligheter för de stora årskullarna i den jord- och skogsbruksdominerade socknen. Pudasjärvi gymnasium byggdes 1960 för att förbättra invånarnas utbildningsmöjligheter. Pudasjärvis befolkning nådde en topp 1960, då befolkningen var 15 706 år 1970, hade invånarnas antal minskat något till 15 530, och år 1985 var antalet 11 481. Den stora utflyttningen i slutet av 1960-talet och under 1970-talet innebar att hela familjer flyttade till städer och Sverige.
Från år 1980 har slalomcentret i Iso-Syöte framträtt som kommunens kanske starkaste varumärke. År 2001 införlivades Pudasjärvi med Ijo ekonomiska region som sedermera kallas Oulunkaari. År 2004 blev Pudasjärvi Finlands till ytan största stad. Redan 2006 tappade de dock den titeln då Rovaniemi landskommun införlivades med Rovaniemi stad.

## Geografi
Pudasjärvis södra och västra delar är låglänta myrar med skogklädda öar. Myrarna är mestadels öppna, vattenrika och svårframkomliga rikkärr med rikligt av djupa dammar. Längs bäckar breder frodiga skuggiga skogskärr ut sig. Pudasjärvi är ett av Finlands mest sanka områden; mer än hälften av stadens yta är myrmark. Myrarna har dikats ut för skogsbruk och odling, samt på senare tid även för produktion av torv. De största myrarna finns på gränsen mellan Pudasjärvi och Utajärvi där  Olvas-, Oravi-, Näätä- och Sammakkosuo myrmarker brer ut sig. Pudasjärvis skogar domineras av tall. De östra högområdena och domineras av granskog. I sluttningar och mellan de höglänta partierna finns även där myrmark. Europeiska unionens, och samtidigt Finlands äldsta bergsområde (3,5 miljarder år gammalt) ligger i byn Siurua i Pudasjärvi.

### Vattendrag
Av Pudasjärvis yta är över 200 kvadratkilometer vatten. Stora sjöar finns speciellt i Pudasjärvis centrala och östra delar. Sotkajärvi och Pudasjärvi är betydande fågelsjöar.
De nedre delarna av Ijo älv utnyttjas för elproduktion, men genom Pudasjärvi flyter älven naturligt från öst till väst.I älven finns flera fiskarter, bland annat öring, harr och sik. I norr är älvstränderna glest befolkade, och floden flyter fram främst mellan bergsområden. Längre söderut längs älven finns låglänta ängar och stränder med bebyggda byar.
Vattendragen i södra Pudasjärvi ansluter sig till Kiminge älv.

### Vägnät
I Pudasjärvi korsas riksväg 20 från Uleåborg till Kuusamo och riksväg 78 från Rovaniemi till Kajana. Till Norra Österbottens huvudstad, Uleåborg, är det cirka 86 kilometer. Pudasjärvis allmänna vägar har en sammanlagd längd som är Finlands femte största.

### Tätorter
Vid tätortsavgränsningen den 31 december 2021 fanns endast en tätort inom Pudasjärvi stads område: Kurenalus med 3 859 invånare.

#### Byar
Pudasjärvi är indelat i 15 huvudsakliga byar. 
 Ungefär hälften av stadens befolkning bor i glesbygden utanför byarna.
De huvudsakliga byarna är:

- Aittojärvi
- Hetekylä
- Hirvaskoski
- Iinattijärvi
- Jaurakkajärvi
- Jonku
- Kipinä
- Kurenalus (kommuncentrum)
- Livo
- Pudasjärvi
- Puhos
- Pärjänsuo
- Sarakylä
- Pintamo
- Siurua
- Syötekylä

## Styre och politik

### Mandatfördelning i Pudasjärvi stad, valen 1976–2021
| 9 | 4 | 20 |  |  |

| 8 |  |  | 4 | 19 | 2 |

| 6 |  | 4 | 5 | 17 | 2 |

| 6 |  | 2 | 3 | 21 | 2 |

| 6 |  | 3 | 3 | 20 | 2 |

| 7 |  | 2 | 2 | 22 |  |

| 6 |  | 4 |  | 22 |  |

| 6 | 2 | 7 | 19 |  |

| 22 | 13 |

| 5 | 3 | 2 | 3 | 20 | 2 |

| 20 | 15 |

| 3 | 4 | 6 | 20 | 2 |

| 19 | 16 |

| 2 | 3 | 2 |  | 18 |  |

| 13 | 14 |

| 2 |  | 7 | 15 |  |  |

| 14 | 13 |

### Vänorter
Pudasjärvi har följande vänorter.
- Kronstadt, Ryssland
- Louhi/Pääjärvi, Ryssland
- Vindelns kommun, Sverige

## Befolkning

### Befolkningsutveckling
| Befolkningsutvecklingen i Pudasjärvi stad 1975–2020                                                          | Befolkningsutvecklingen i Pudasjärvi stad 1975–2020 | Befolkningsutvecklingen i Pudasjärvi stad 1975–2020 | Befolkningsutvecklingen i Pudasjärvi stad 1975–2020 | Befolkningsutvecklingen i Pudasjärvi stad 1975–2020 |
| --- | --------------------------------------------------- | --------------------------------------------------- | --------------------------------------------------- | --------------------------------------------------- |
| |                                                     |                                                     |                                                     |                                                     |
| År |                                                     |                                                     | Folkmängd                                           |                                                     |
| 1975 | 1975                                                |                                                     | 12 214                                              |                                                     |
| 1980 | 1980                                                |                                                     | 11 493                                              |                                                     |
| 1985 | 1985                                                |                                                     | 11 453                                              |                                                     |
| 1990 | 1990                                                |                                                     | 11 173                                              |                                                     |
| 1995 | 1995                                                |                                                     | 10 958                                              |                                                     |
| 2000 | 2000                                                |                                                     | 10 044                                              |                                                     |
| 2005 | 2005                                                |                                                     | 9 380                                               |                                                     |
| 2010 | 2010                                                |                                                     | 8 827                                               |                                                     |
| 2015 | 2015                                                |                                                     | 8 257                                               |                                                     |
| 2020 | 2020                                                |                                                     | 7 779                                               |                                                     |
| Anm: Uppgifterna avser förhållandena den 31 december nämnda år enligt områdesindelningen den 1 januari 2022. |                                                     |                                                     |                                                     |                                                     |

### Språk
Befolkningen efter språk (modersmål) den 31 december 2021. Finska, svenska och samiska räknas som inhemska språk då de har officiell status i landet. Resten av språken räknas som främmande. För språk med färre än 10 talare är siffran dold av Statistikcentralen på grund av sekretesskäl.
| Språk                        | Talare 2021-12-31 | Talare 2021-12-31 |
| Språk                        | Antal             | Andel (%)         |
| ---------------------------- | ----------------- | ----------------- |
| Hela befolkningen            | 7 702             | 100,0             |
| Inhemska språk totalt        | 7 532             | 97,8              |
| Finska                       | 7 525             | 97,7              |
| Svenska                      | 6                 | 0,1               |
| Samiska                      | 1                 | 0,0               |
| Främmande språk totalt       | 170               | 2,2               |
| Ryska                        | 24                | 0,3               |
| Turkiska                     | 21                | 0,3               |
| Persiska                     | 19                | 0,2               |
| Somaliska                    | 18                | 0,2               |
| Swahili                      | 14                | 0,2               |
| Kurdiska                     | 13                | 0,2               |
| Annat språk                  | 11                | 0,1               |
| Språk med färre än 10 talare | 50                | 0,6               |

|  | Finska (97,7 %) |

|  | Svenska (0,1 %) |

|  | Samiska (0,0 %) |

|  | Främmande språk (2,2 %) |

|  | Finska (97,7 %) |

|  | Svenska (0,1 %) |

|  | Samiska (0,0 %) |

|  | Främmande språk (2,2 %) |